# Noviciado
Noviciado é o período da formação de um religioso ou de uma religiosa que precede a emissão de seus votos. O termo designa também o prédio e a comunidade onde se realiza este período. Noviço ou noviça é a designação dada à pessoa que se prepara, no noviciado, sob a direção de um mestre ou mestra, para a sua consagração religiosa.
Na Igreja Católica, o Direito Canônico define que "o noviciado, com o qual se começa a vida no instituto, destina-se a que os noviços conheçam melhor a vocação divina, a vocação própria do instituto, façam experiência do modo de viver do instituto, conformem com o espírito dele a mente e o coração e comprovem sua intenção e idoneidade" (Cân. 646).
Segundo a norma canônica o noviciado deve ter um tempo mínimo de duração de um ano e máximo de dois anos. O superior ou superiora do noviciado chama-se "mestre dos noviços" ou "mestre de noviças" e tem a responsabilidade de formá-los. O mestre deve, segundo o direito canônico, "ser membro do instituto, tenha professado os votos perpétuos e seja legitimamente nomeado".
  

Em muitas ordens e congregações religiosas o noviciado é precedido pelo postulantado e seguido pelo juniorado.